# Andra Wienskolan

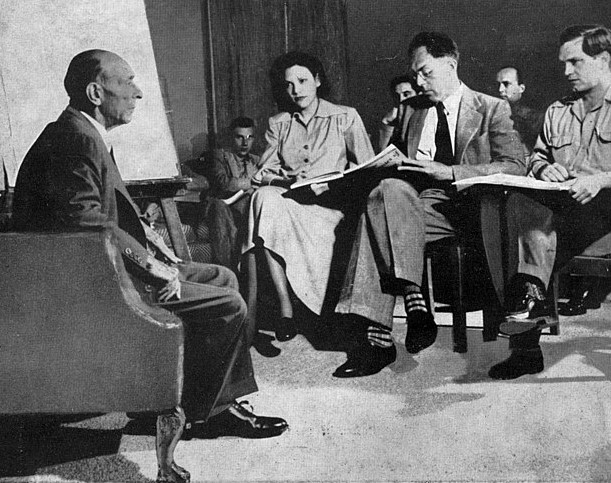
Andra Wienskolan

Med den så kallade Andra Wienskolan menas den grupp kompositörer som bildades kring Arnold Schönberg (skolan kallas även ibland Schönberg-skolan) i början av 1900-talet. Den har haft en enorm betydelse för den västerländska konstmusikens utveckling under de senaste hundra åren.
Förutom Schönberg själv räknas hans båda elever Alban Berg och Anton Webern, som började studera för honom redan 1904 till den innersta kärnan av gruppen. Efterhand fick gruppen fler och fler efterföljare. Efter en period med helt fri tonalitet utvecklade Schönberg på 1920-talet tolvtonstekniken, som övertogs och vidareutvecklades av hans elever.
Trots att dessa tekniker för publiken innebar en radikal förnyelse, såg sig Andra Wienskolans företrädare som en del av en obruten wienerklassicistisk tradition som hade förts vidare av kompositörer som Johannes Brahms och Gustav Mahler. Det som ansågs knyta samman Andra Wienskolan med dessa föregångare var användandet av motiv och teman i variationsform. På detta sätt skilde sig Andra Wienskolan från den andra stora strömningen inom musiken vid denna tid, nyklassicismen, i vilken man bestämt tog avstånd från alla traditioner från romantiken.
Gruppen upplöstes på 30-talet. De viktigaste orsakerna till detta var Alban Bergs död 1935 och Hitlers maktövertagande, som tvingade Schönberg till exil i USA. Efter Andra världskrigets slut skulle gruppens idéer komma att utöva ett mycket stort inflytande på den nya generationen av kompositörer.